# Geiserik

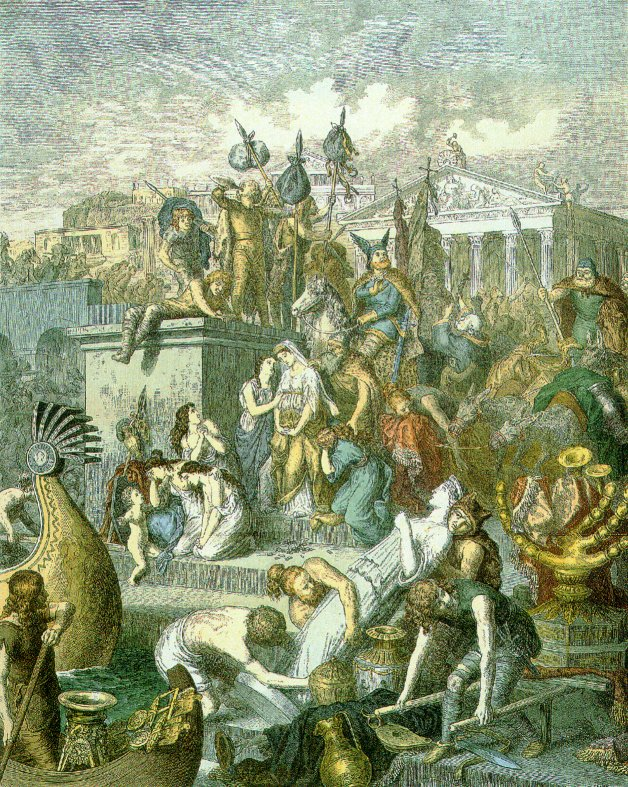
De inname van Rome

Geiserik (of Genserik) (circa 389 tot 25 januari 477) was tussen 428 en 477 koning van de Vandalen en de Alanen. Hij stichtte een koninkrijk in Noord-Afrika en speelde ook een sleutelrol bij de ondergang van het West-Romeinse Rijk in de 5e eeuw.

## Inleiding
Hij was in de 5e eeuw een van de grootste vijanden van het Romeinse Rijk en stichter van het Vandaalse rijk in Africa. Tijdens zijn bewind dat bijna vijftig jaar duurde slaagde hij erin om een redelijk onbelangrijk Germaans volk op te stuwen tot een belangrijke macht in de Middellandse Zee. Na zijn dood bleek zijn rijk evenwel zeer vergankelijk. Over het aantal kinderen van Geiserik is veel onzekerheid; in ieder geval was Hunerik zijn oudste zoon en Gento de jongste. Over zijn vrouwen is niets bekend. 
Geiserik stierf vermoedelijk op 87-jarige leeftijd in Carthago.

## Biografie

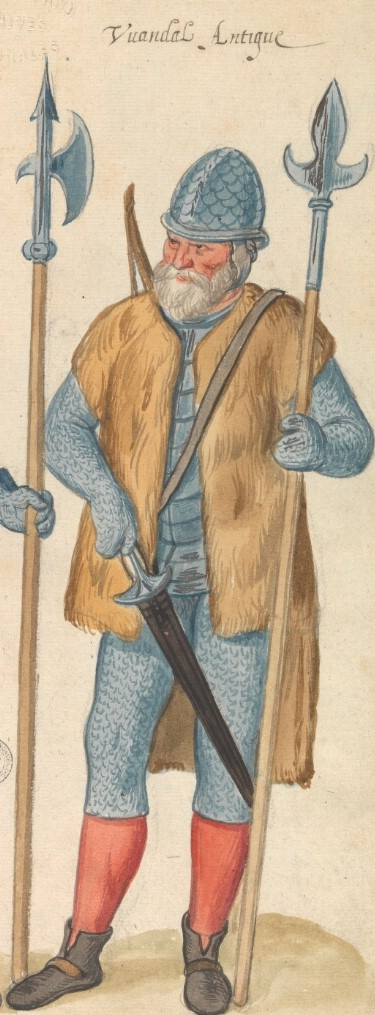
Zestiende-eeuwse perceptie van de Vandalen, geïllustreerd in het kostuumboek "Théâtre de tous les peuples et nations de la terre avec leurs habits et ornemens divers, tant anciens que modernes, diligemment depeints au naturel". Gemaakt door Lucas d'Heere in de 2e helft van de 16e eeuw. Bewaard in de Universiteitsbibliotheek Gent.

Geiserik werd omstreeks 389 geboren in Silezië of Dacië als bastaardzoon van koning Godigisel en vertoefde als kind aan het Balatonmeer. Na diens dood was Geiserik op zijn halfbroer Gunderik na de machtigste man. Het volk van de Vandalen stak samen met andere volkeren tijdens de periode van de Grote Volksverhuizing in december 406 de Romeinse grens (Limes) bij de Rijn over en viel Gallië binnen. Al plunderend trokken ze steeds verder naar het zuiden en staken ten slotte in 409 de Pyreneeën over en vielen Hispania (tegenwoordig Spanje) binnen. Toen Gunderik stierf in 428 werd Geiserik tot koning verkozen. Als groot strateeg poogde hij de macht en welvaart van zijn volk te vergroten. Omdat de Vandalen, inmiddels gevestigd in Hispania Baetica in Zuid-Spanje, veel aanvallen te verduren kregen van de, later in Spanje binnengevallen, Visigoten, besloot Geiserik om Spanje te verlaten en zich met zijn volk te verschepen naar de Noord-Afrikaanse Romeinse provincie Mauretania.

### Afrika
Voordat Geiserik de overtocht waagde voerde hij eerst nog een strafexpeditie aan tegen de West-Germaanse Sueven waarmee de Vandalen, al sinds ze in Spanje waren, in onvrede leefden. In 429 versloeg hij hen bij Merida en doodde hun aanvoerder.Daarna stak hij met 80.000 man over naar Mauritania en trok al plunderend naar het oosten richting de belangrijke en welvarende Romeinse provincie Africa (grofweg het huidige Tunesië). Hij slaagde erin om de Romeinse verdedigers te overwinnen en breidde zijn gebied gestadig uit van het huidige Marokko naar Algerije onderwijl de kuststeden plunderend. Hij belegerde onder andere Hippo Regius waar toen de kerkvader Augustinus bisschop was. Augustinus overleed tijdens het beleg.
In 439 nam Geiserik ten slotte de hoofdprijs in: Carthago. De Romeinen werden verrast en Geiserik maakte zich meester van een groot gedeelte van de Romeinse vloot, die hier haar thuisbasis had. De gecombineerde vloot stelde hem in staat de westelijke Middellandse Zee te beheersen. Carthago werd de nieuwe hoofdstad van het Vandalenrijk, dat zich uitstrekte over een groot deel van de kust van Noord-Afrika. Met hun vloot wisten de Vandalen in korte tijd Sicilië, Sardinië, Corsica en de Balearen te onderwerpen.
In 442 sloten de Vandalen een verdrag met keizer Valentinianus III, waarin de laatste Geiserik erkende als koning van de door hem en zijn leger veroverde gebieden. Tijdens de daarop volgende dertig jaar voeren Geiserik en zijn soldaten als piraten over de Middellandse Zee. Volgens een legende verkoos Geiserik, omdat hij door een ongeluk in zijn jeugd niet in staat was een paard te bestijgen, de zee als slagveld.

### Rome
In 455 werd keizer Valentinianus III vermoord in opdracht van Petronius Maximus, die de troon innam. Geiserik was van mening dat zijn vredesverdrag hem niet meer bond en een paar weken later landde hij op Italiaanse bodem met het doel Rome te onderwerpen. Paus Leo I vroeg Geiserik de stad en haar inwoners te ontzien. De Vandalen gingen akkoord. In tegenstelling tot hun spreekwoordelijke naam bleven Rome en de inwoners van deze stad grotendeels verwoestingen bespaard. Wel werd alles in Rome wat nog van waarde was en wat nog over was van de eerdere plundering door de Visigoten in 410 'in beslag genomen'. Zelfs de met bladgoud vergulde daken van sommige regeringsgebouwen en tempels werden ontdaan van hun edelmetalen. Eveneens nam Geiserik naast alle rijkdommen Valentinianus' weduwe keizerin Licinia Eudoxia en haar dochters als gijzelaars mee. Een van die dochters, Eudocia, trouwde met Geiseriks zoon Hunerik na hun terugkeer in Carthago.

### Slag bij Kaap Bon
In 468 werd het Vandaalse koninkrijk aangevallen door beide helften van het Romeinse Rijk. Geiserik wist echter in de Slag bij Kaap Bon de Romeinse vloot onder aanvoering van generaal Flavius Basiliscus te verslaan. Volgens de overlevering ging Basiliscus met 10.000 ten onder.
Na dit militaire fiasco gaven de Romeinen hun pogingen op. Geiserik heerste tot zijn dood tussen de Straat van Gibraltar en Tripolitanië over de Middellandse Zee. De Oost-Romeinse keizer Zeno was gedwongen om vrede met hem te sluiten.
In Carthago overleed koning Geiserik in 477 uiteindelijk op 87-jarige (volgens sommige bronnen op 77-jarige) leeftijd. Zijn zoon Hunerik volgde hem op als koning.

## Zie ook

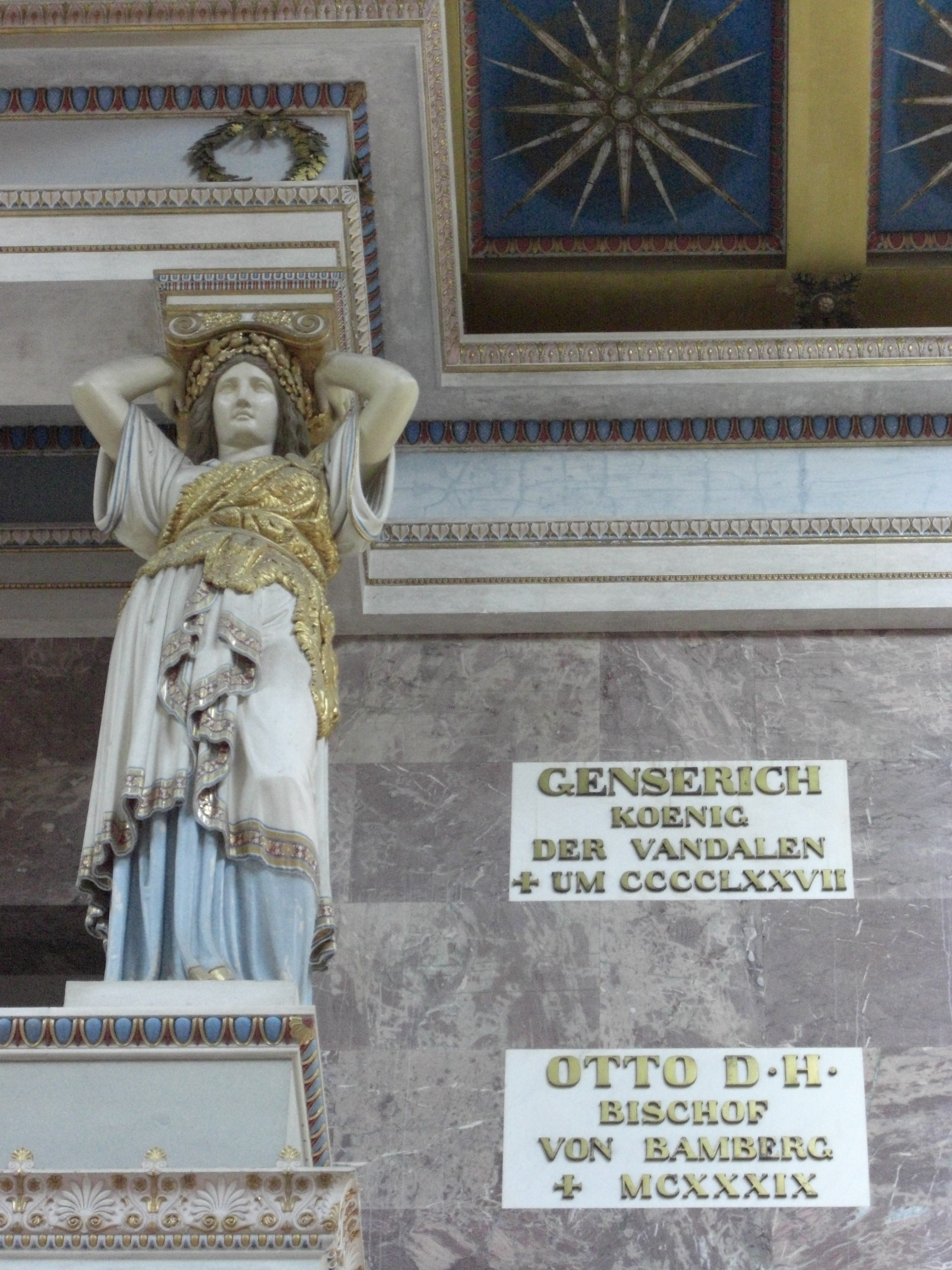
Herinneringsplaat aan de Germaanse koning Geiserik in het Walhalla in Donaustauf.